# South Duxbury (Massachusetts)
South Duxbury é um lugar designado pelo censo localizado no condado de Plymouth no estado estadounidense de Massachusetts. No Censo de 2010 tinha uma população de 3.360 habitantes e uma densidade populacional de 294,17 pessoas por km².

## Geografia
South Duxbury encontra-se localizado nas coordenadas 42° 01′ 09″ N, 70° 41′ 17″ O. Segundo a Departamento do Censo dos Estados Unidos, South Duxbury tem uma superfície total de 11.42 km², da qual 7.64 km² correspondem a terra firme e (33.13%) 3.78 km² é água.

## Demografia
Segundo o censo de 2010, tinha 3.360 pessoas residindo em South Duxbury. A densidade populacional era de 294,17 hab./km². Dos 3.360 habitantes, South Duxbury estava composto pelo 97.44% brancos, o 0.15% eram afroamericanos, o 0.12% eram amerindios, o 0.8% eram asiáticos, o 0% eram insulares do Pacífico, o 0.3% eram de outras raças e o 1.19% pertenciam a duas ou mais raças. Do total da população o 1.58% eram hispanos ou latinos de qualquer raça.